# Cleveland Williams
Cleveland Williams, noto anche con lo pseudonimo di The Big Cat (Griffin, 30 giugno 1933 – Houston, 11 settembre 1999), è stato un pugile statunitense, sfidante al titolo mondiale dei pesi massimi detenuto da Muhammad Ali.

## Carriera
Professionista nei pesi massimi dal dicembre 1951, combatté 33 incontri in poco più di due anni e mezzo. Li vinse tutti tranne una sola sconfitta con un avversario da lui successivamente battuto.
Il 22 giugno 1954 subì un inaspettato KO alla terza ripresa da Bob Satterfield che lo costrinse all’inattività per più di due anni. Tornò a combattere nell’agosto 1956 e inanellò una serie di undici vittorie consecutive tra le quali quella con il britannico Dick Richardson, a Kensington, nella sua prima trasferta all’estero. Il 15 aprile 1959 affrontò l'astro nascente della boxe mondiale Sonny Liston. A inizio del combattimento riuscì a ferire al naso l'avversario ma poi fu sconfitto molto duramente
per knock-out tecnico alla terza ripresa.
Il 21 marzo 1960 perse nuovamente da Liston per KO al primo round. Questa netta vittoria dette la convinzione al futuro campione del mondo di esser pronto per il titolo mondiale.
Nel 1961 Williams batté ai punti Wayne Bethea, futuro "giustiziere" dell'italiano Franco De Piccoli e concluse l’anno al n. 7 degli sfidanti al titolo nella classifica della rivista specializzata Ring Magazine
Successivamente ottenne una vittoria per KOT al settimo round e una sconfitta ai punti con Ernie Terrell nonché un pari con Eddie Machen che gli fece raggiungere il quarto posto tra gli sfidanti al titolo mondiale.
La sera del 29 novembre 1964, nel clima di protesta indetto dall'American Civil Rights Movement, fu fermato dalla polizia stradale presso Houston. Sorse una colluttazione e l’agente di polizia gli sparò all’addome. Una pallottola 357 Magnum gli si conficcò nell'anca destra. Nei successivi sette mesi Williams subì quattro operazioni per danni al colon e al rene destro, che dovette essere rimosso. Il proiettile, che non fu possibile estrarre, gli aveva rotto l'articolazione e causato la parziale paralisi di alcuni muscoli dell'anca, con perdita di circa 3 metri di intestino tenue e l'atrofia dei nervi sopra il ginocchio. Non poté combattere per tutto il 1965.  
Rientrò nel 1966 e, dopo quattro vittorie consecutive, fu designato a sfidare Muhammad Ali per la cintura mondiale WBC dei pesi massimi. Il 14 novembre 1966 all’Astrodome di Houston, di fronte a una folla record di 35.460 spettatori, fu atterrato due volte e poi dichiarato sconfitto per knock-out tecnico al terzo round.
Dopo questa sconfitta si ritirò temporaneamente dal pugilato. Risalì sul ring il 21 maggio 1968 e combatté ancora 13 match con risultati alterni. Il suo avversario più quotato fu il canadese George Chuvalo, dal quale perse ai punti in dieci riprese nella sua Houston. Si è ritirato a trentanove anni il 28 ottobre 1972, battendo il peruviano Roberto Davila, dopo 21 anni dal suo esordio tra i professionisti. 
Nel 1987 lo scrittore di pugilato Herb Goldman lo ha classificato al ventiduesimo posto tra i più grandi pesi massimi di tutti i tempi.
La rivista Ring Magazine lo ha classificato al 49º posto nel proprio elenco dei primi 100 picchiatori di ogni epoca e, nel 1998, lo ha collocato al 31º posto in una propria classifica dei migliori pesi massimi della storia del pugilato.

## La morte
Il 3 settembre 1999 a Houston, Cleveland Williams fu investito da un'auto mentre attraversava la strada ed è morto alcuni giorni dopo all'ospedale Ben Taub per le ferite riportate all'età di 66 anni.